# Kecamatan Palas
Kecamatan Palas är ett distrikt i Indonesien.   Det ligger i provinsen Lampung, i den västra delen av landet, 140 km väster om huvudstaden Jakarta.